# Le Drennec
Ne pas confondre avec le Lac du Drennec, situé en Sizun et Commana, ni avec la chapelle du Drennec, située en Clohars-Fouesnant.
Le Drennec [lə dʁɛnɛk] (en breton : An Dreneg) est une commune française du département du Finistère, en région Bretagne.

## Géographie

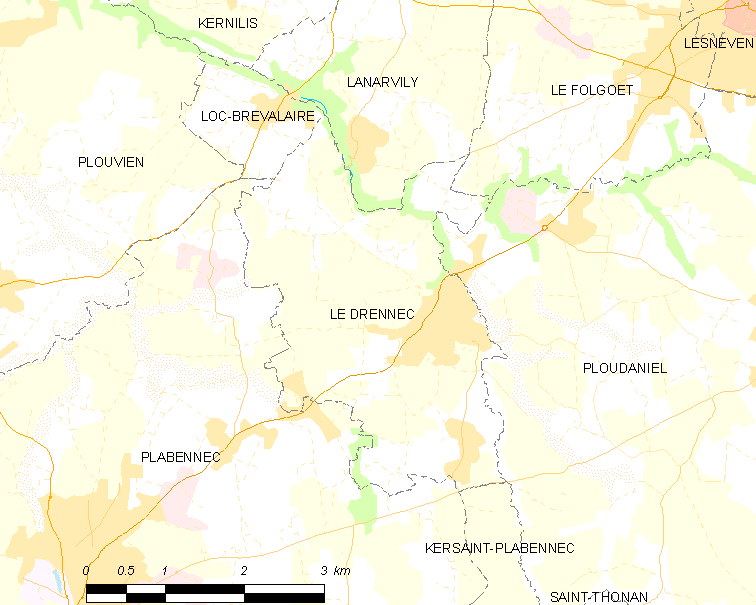
Carte de la commune du Drennec.

Le Drennec est situé sur le plateau granitique du Léon et fait partie traditionnellement du pays de Léon. La commune, d'une superficie de 950 ha, s'étend majoritairement entre Plabennec et Ploudaniel. Le Drennec bénéficie d'une situation géographique intéressante, proche des principaux centres urbains : à 5 km de Lesneven, à 15 km de Landerneau, à 5 km de Plabennec, à 18 km de Brest.
Le Drennec présente traditionnellement un paysage de bocage avec un habitat dispersé entre de nombreux hameaux et fermes isolées ; le bourg est excentré dans la partie est du finage communal. La commune se voit traversée par l'axe de communication principal du secteur, la RD 788 (ancienne Route nationale 788 déclassée en route départementale) qui relie Lesneven à Brest.
Le relief général de la commune est peu varié, l'altitude maximale atteint 82 m dans le secteur de Lestanet et décline légèrement vers l'Aber-Wrac'h au Nord et l'Aber-Benoît à l'Est. Le niveau le plus bas se situe dans le secteur du Mingant (28 m).
Les rives boisées des deux abers permettent d'agréables promenades à pied, particulièrement le vallon du Coat et le sentier de randonnée dans la vallée de l'Aber-Wrac'h, le site de Lok Mazé et le bois du Leuhan.

### Communes limitrophes
| Loc-Brévalaire | Lanarvily          |            |
| Plabennec      | du Drennec         | Ploudaniel |
|                | Kersaint-Plabennec |            |

### Hydrographie
Pour un article plus général, voir Réseau hydrographique du Finistère.
La commune est située dans le bassin Loire-Bretagne. Elle est drainée par l'aber Benoit, l'aber Vrac'h et divers autres petits cours d'eau,.
L'Aber-Benoît, d'une longueur de 31 km, prend sa source dans la commune de Saint-Divy et se jette  dans la Mer Celtique  en limite de Saint-Pabu et de Landéda, après avoir traversé sept communes.  Les caractéristiques hydrologiques de l'Aber Benoît sont données par la station hydrologique située sur la commune de Plabennec. Le débit moyen mensuel est de 0,514 m3/s. Le débit moyen journalier maximum est de 5,06 m3/s, atteint lors de la crue du 10 janvier 1982. Le débit instantané maximal est quant à lui de 6,9 m3/s, atteint le 15 février 1974.

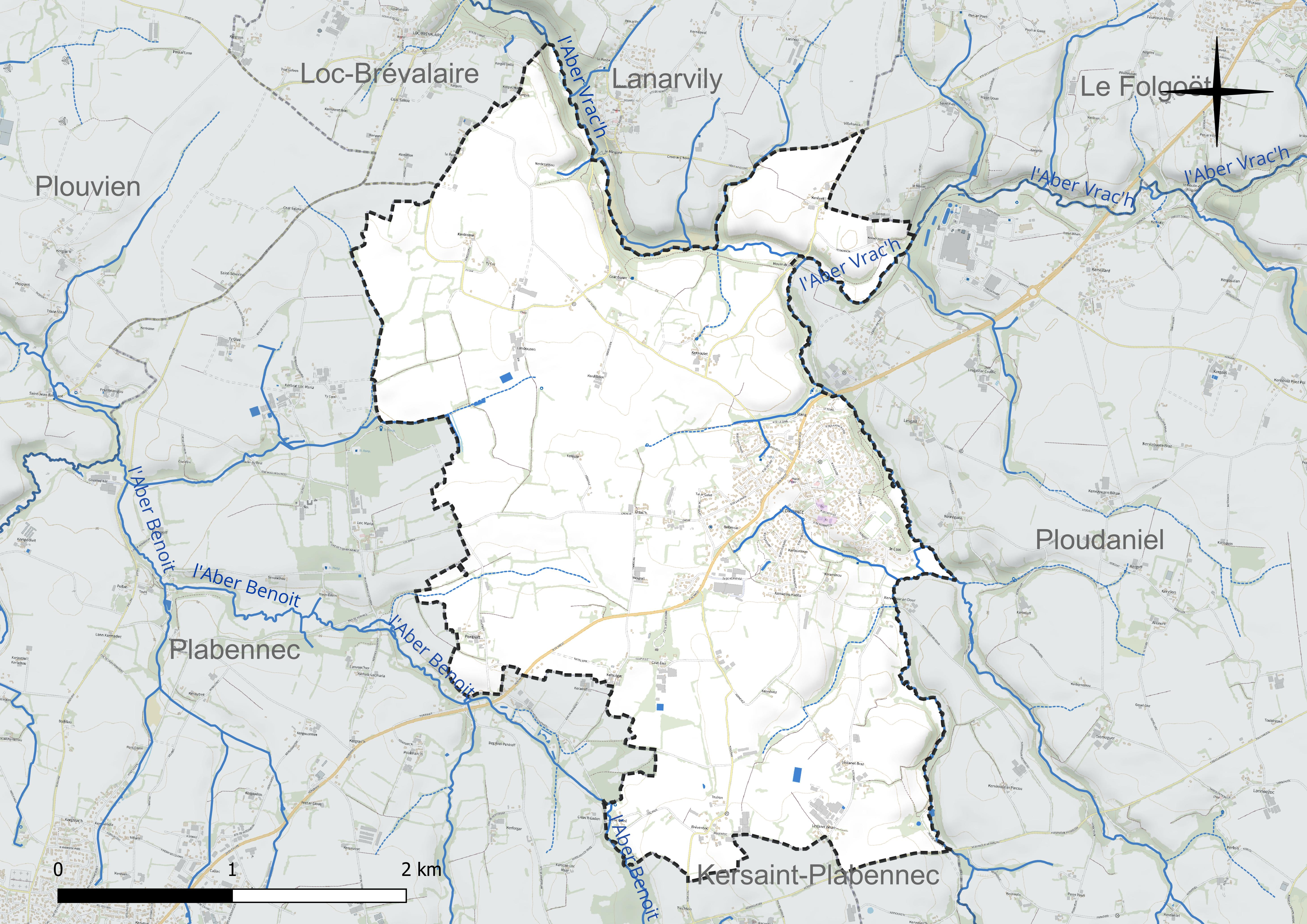
Réseau hydrographique du Drennec.

L'Aber-Wrac'h, d'une longueur de 33 km, prend sa source dans la commune de Trémaouézan et se jette  dans la Manche entre les communes de Landéda et de Plouguerneau, après avoir traversé dix communes.  Les caractéristiques hydrologiques de l'Aber Wrac'h sont données par la station hydrologique située sur la commune de Lanarvily. Le débit moyen mensuel est de 1,58 m3/s. Le débit moyen journalier maximum est de 15,5 m3/s, atteint lors de la crue du 7 février 2014. Le débit instantané maximal est quant à lui de 18,3 m3/s, atteint le même jour.

### Climat
Pour des articles plus généraux, voir Climat de la Bretagne et Climat du Finistère.
En 2010, le climat de la commune est de type climat océanique franc, selon une étude du CNRS s'appuyant sur une série de données couvrant la période 1971-2000. En 2020, Météo-France publie une typologie des climats de la France métropolitaine dans laquelle la commune est exposée à un climat océanique et est dans la région climatique  Finistère nord, caractérisée par une pluviométrie élevée, des températures douces en hiver (6 °C), fraîches en été et des vents forts. Parallèlement l'observatoire de l'environnement en Bretagne publie en 2020 un zonage climatique de la région Bretagne, s'appuyant sur des données de Météo-France de 2009. La commune est, selon ce zonage, dans la zone « Monts d'Arrée », avec des hivers froids, peu de chaleurs et de fortes pluies.  
Pour la période 1971-2000, la température annuelle moyenne est de 11,8 °C, avec  une amplitude thermique annuelle de 9,6 °C. Le cumul annuel moyen de précipitations est de 1 015 mm, avec 16,3 jours de précipitations en janvier et 8 jours en juillet. Pour la période 1991-2020, la température moyenne annuelle observée sur la station météorologique la plus proche, située sur la commune de Ploudaniel à 4 km à vol d'oiseau, est de 11,6 °C et le cumul annuel moyen de précipitations est de 1 146,8 mm,. Pour l'avenir, les paramètres climatiques de la commune estimés pour 2050 selon différents scénarios d'émission de gaz à effet de serre sont consultables sur un site dédié publié par Météo-France en novembre 2022.

## Urbanisme

### Typologie
Au 1er janvier 2024, Le Drennec est catégorisée bourg rural, selon la nouvelle grille communale de densité à 7 niveaux définie par l'Insee en 2022.
Elle appartient à l'unité urbaine de Lesneven, une agglomération intra-départementale dont elle est une commune de la banlieue,. Par ailleurs la commune fait partie de l'aire d'attraction de Brest, dont elle est une commune de la couronne,. Cette aire, qui regroupe 68 communes, est catégorisée dans les aires de 200 000 à moins de 700 000 habitants,.

### Occupation des sols
L'occupation des sols de la commune, telle qu'elle ressort de la base de données européenne d'occupation biophysique des sols Corine Land Cover (CLC), est marquée par l'importance des territoires agricoles (83,2 % en 2018), en diminution par rapport à 1990 (84,4 %). La répartition détaillée en 2018 est la suivante : 
terres arables (50,6 %), zones agricoles hétérogènes (27,7 %), zones urbanisées (13 %), prairies (5 %), forêts (3,8 %). L'évolution de l'occupation des sols de la commune et de ses infrastructures peut être observée sur les différentes représentations cartographiques du territoire : la carte de Cassini (XVIIIe siècle), la carte d'état-major (1820-1866) et les cartes ou photos aériennes de l'IGN pour la période actuelle (1950 à aujourd'hui).

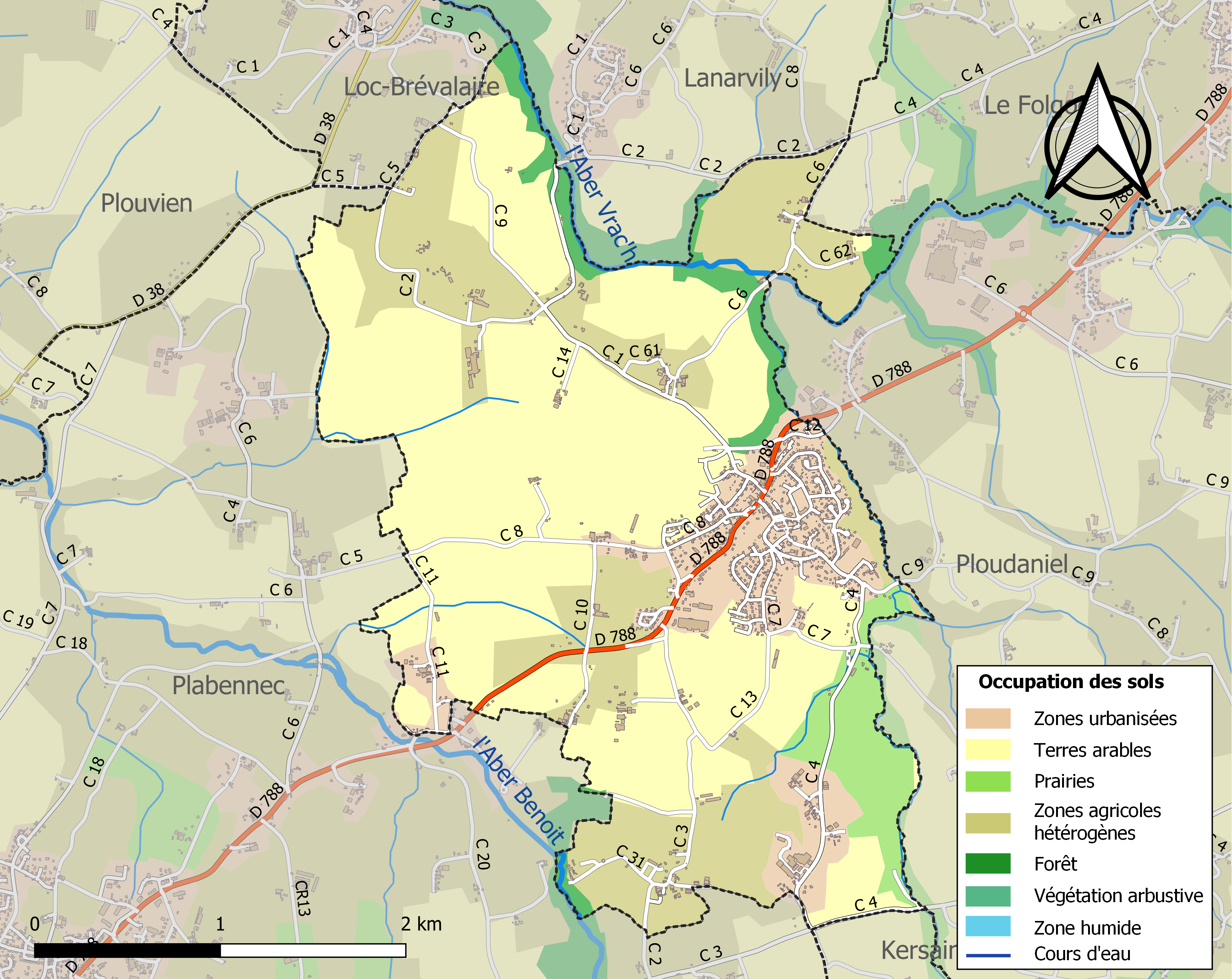
Carte des infrastructures et de l'occupation des sols de la commune en 2018 (CLC).

## Toponymie
Le nom de la localité est attesté sous les formes Spinetum en 1291, Le Dreanneuc en 1428, Spineto en 1516, Audernec en 1630, Audernac lege an Dernac en 1654.
Le nom Drennec procède du breton Drein qui signifie 'buissons d'épines' ou 'ronces'. Le nom en breton est An Dreneg aussi attesté sous la forme An Drenneg.

## Histoire

### Préhistoire et Antiquité
Située entre deux abers, l'Aber-Wrac'h et l'Aber-Benoît, la commune du Drennec témoigne d'une occupation humaine dès le Néolithique. Sous l'occupation romaine, une voie romaine dans l'axe nord-sud fut tracée pour rejoindre Landerneau au port de l'Aber-Wrac'h.

### Moyen Âge
Sous l'Ancien régime, la paroisse du Drennec, qui dépendait de l'archidiaconé d'Ac'h, se composait de deux paroisses et d'une trève : la trève de Landouzen (ou Landouzan), la paroisse de Bréventec (ancien prieuré de l'abbaye Saint-Mathieu de Fine-Terre qui, pour le temporel, dépendait de la seigneurie de Coatelez), et celle du Drennec. Les seigneurs du Drennec habitaient le Coat. Ils disparurent lors de la Révolution française.

### Époque moderne
La paroisse de Le Drennec possédait quatre familles nobles comme l'indiquent les armoiries figurant sur le blason dont celles de la famille Le Ny de Coatelez (du château de Coatelez construit au XVIe siècle ne subsiste qu'un portail voûté de style Louis XIII). La famille Le Ny est représentée aux réformations et montres entre 1429 et 1534 ; son membre le plus connu fut Salomon Le Ny, chambellan du duc de Bretagne Jean IV en 1380.
En 1597, alors que la peste ravageait le Léon, la paroisse du Drennec fut la seule à n'avoir aucun mort à déplorer. En reconnaissance à Notre-Dame, les habitants firent le vœu de venir processionnellement chaque année, le premier dimanche d'août, au sanctuaire du Folgoët. Le journal La Croix indique qu'en 1927 « malgré le temps et le vent soufflant en tempête, les enfants du Drennec ont tenu cette année, une fois de plus, la promesse faite par leurs pères il y a plus de trois cents ans, et à laquelle il ne fut, d'ailleurs, jamais manqué ».
En 1759, une ordonnance de Louis XV ordonne à la paroisse du Drenec [Drennec] de fournir 3 hommes et de payer 19 livres et sa trève de Landouzan fournir 4 hommes et payer 26 livres pour « la dépense annuelle de la garde-côte de Bretagne ».
Jean-Baptiste Ogée décrit ainsi Le Drennec en 1778 : 

« Le Drenec ; à 6 lieues et demie au sud-ouest de Saint-Pol-de-Léon, son évêché ; à 43 lieues et demie de Rennes ; et à une lieue et demie de Lesneven, sa subdélégation et son ressort. On y compte 700 communiants, y compris ceux de Landouzan, autrefois sa trève, qui ne forme maintenant, avec celle du Drenec, qu'une seule paroisse, dont la cure est présentée par l'Évêque. Le Drenec est très ancien : il avait titre de paroisse du temps de saint Pol, premier évêque de ce diocèse, qui y allait très souvent. Elle renferme les maisons nobles de Bon-Yvon, Kerbue, Launay-Pontreff, et la maison de Coatelez qui est fort ancienne. On n'y voit plus maintenant qu'un village, qui est sur la route de Brest à Lesneven. Ce territoire, coupé de plusieurs petits ruisseaux, renferme des terres bien cultivées et fertiles en grains et lin, de bons pâturages et peu de landes ; on y voit beaucoup de bois comme presque partout ailleurs. »

La cure de Bréventec était en 1786 l'une des plus pauvres du diocèse de Léon avec moins de 300 livres de revenu, pas plus que la portion congrue à cette date.

### LeXIXesiècle
A. Marteville et P. Varin, continuateurs d'Ogée, décrivent ainsi Le Drennec en 1843 :

« Le Drenec (sous l'invocation de saint Derien, chevalier breton) : commune formée par l'ancienne paroisse du même nom, aujourd'hui succursale (...). Principaux villages : Kerévet, Kerdéozen, Keroulé, Kerzulgar, Kervaziou, Lestandet. Maisons remarquables : manoirs de Landouzen, Coat-Elez et Créac'h. Superficie totale : 880 hectares, dont (...) terres labourables 480 ha, prés et pâtures 45 ha, vergers et jardins 7 ha, bois 25 ha, landes et incultes 271 ha (...). Moulins : 3 ( Goueziou, Coat, Locmazé). (...). Géologie : granite au bourg ; gneiss au nord. On parle le français. »

En 1844 six communes du Finistère (Rumengol, Guipronvel, Lanneuffret, Le Drennec, Loc-Eguiner et Tréouergat) refusèrent d'ouvrir une école, refusant d'appliquer la loi Guizot de 1833.
En avril 1874, le Conseil municipal vote l'acquisition d'une maison destinée à devenir l'école des filles au Drennec, mais demande une subvention au Conseil général car « depuis plusieurs années, les habitants du Drennec n'ont reculé devant aucun sacrifice, les riches ont donné leur argent, les autres leurs bras et leurs charrettes dernièrement encore pour la construction d'un presbytère ».

### LeXXesiècle

#### LaBelle Époque
Le Drennec fut desservi par une gare située sur la ligne ferroviaire à voie métrique des chemins de fer départementaux du Finistère allant de Brest à Saint-Pol-de-Léon, mise en service au tout début du XXe siècle et qui ferma en 1946.
Jean-Louis Jestin, maire du Drennec, fit partie des onze maires du canton de Plabennec qui adressèrent en octobre 1902 une protestation au préfet du Finistère à propos de la circulaire interdisant l'usage de la langue bretonne dans les églises.
Les mesures de laïcisation décidées par le gouvernement provoquent des réactions au Drennec : l'inventaire des biens d'église se passe difficilement si l'on en croit cet article du journal L'Ouest-Éclair en date du 22 novembre 1906 :

« MM. Agier, commissaire de police et Robier, sous-inspecteur de l'enregistrement, se sont rendus au Drennec avec la même escorte que la veille. La porte de l'église a dû être enfoncée. Au départ des troupes, des paysans ont assailli la voiture où se trouvaient les serruriers et en ont brisé les carreaux à coups de bâtons et à coups de pierres. La cavalerie a dû déblayer le terrain. »

Le journal Le Petit Parisien ajoute que des procès-verbaux ont été dressés contre la femme et la fille du maire, M. Jestin, pour outrages à la gendarmerie.
L'interdiction des crucifix dans les salles de classe des écoles laïques suscite aussi l'indignation de la population locale : le 30 décembre 1906, « sur les instructions de l'autorité académique, M. Rungoat, instituteur du Drennec, avait (...) enlevé le crucifix de sa classe. Le 4 janvier 1907, le maire, accompagné de son conseil municipal et d'environ 20 personnes, est venu replacer le crucifix. Sur de nouvelles instructions de l'inspecteur, cet emblème fut de nouveau enlevé, mais le maire, assisté de trois personnes, le replaça pour la deuxième fois et défendit formellement à l'instituteur d'y toucher. Le 6 janvier, le crucifix fut également enlevé de l'école des filles, et le 9 janvier, il y fut replacé. Pour ces motifs, l'administration préfectorale vient de suspendre de ses fonctions M. Louis Jestin, maire du Drennec ».

#### La Première Guerre mondiale

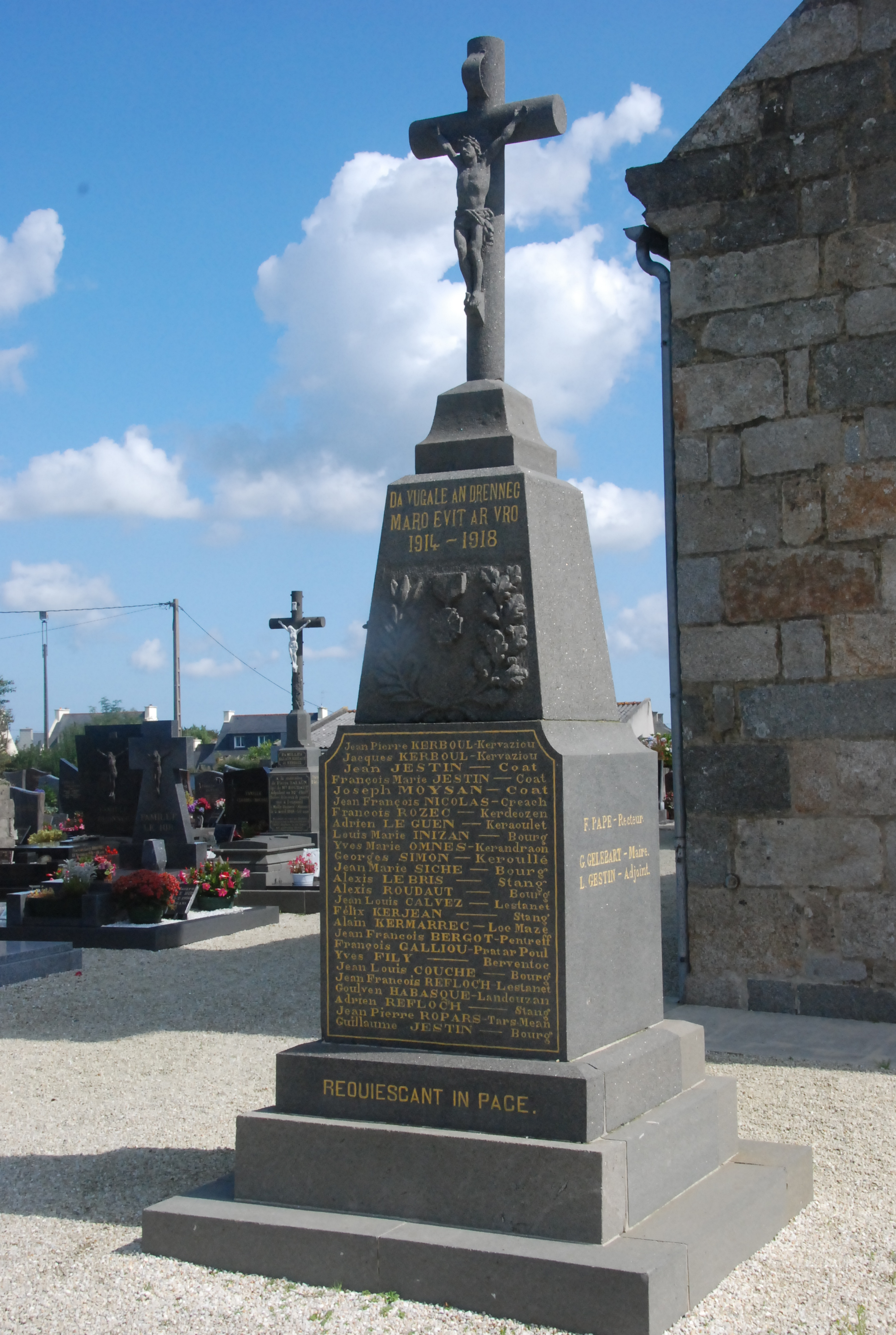
Monument aux morts de 14-18

Le monument aux morts du Drennec porte les noms de 26 soldats morts pour la France pendant la Première Guerre mondiale ; parmi eux, un au moins (François Rozec) est mort en Belgique lors des combats de Maissin dès 1914, un (Adrien Le Guen) en Serbie en 1917 dans le cadre de l'expédition de Salonique, un (Adrien Refloc'h) est un marin mort accidentellement en mer, un (Goulven Habasque) est mort alors qu'il était prisonnier en Allemagne ; la plupart des autres sont décédés sur le sol français.

#### L'Entre-deux-guerres

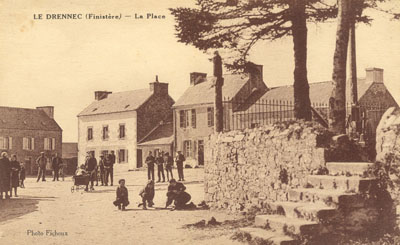
Le bourg du Drennec vers le milieu du XXe siècle ou avant.
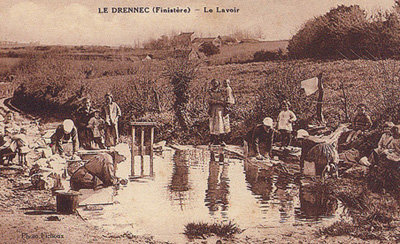
Le Drennec : femmes autour du lavoir (milieu du XXe siècle ou avant).

## Monuments
- La Chapelle de Landouzen : le site est, selon la tradition, le lieu de rencontre de Hoarvian et de Riwanon, les parents de saint Hervé ; en tout cas il est occupé depuis fort longtemps comme l'atteste la présence de stèles datant de l'Âge du fer. La chapelle tréviale, construite en 1526, elle fut remise en état et le clocher terminé vers 1780. Du calvaire de Landouzen daté de 1597, ne restent que la porte monumentale et le fût. Il a été transféré au bourg du Drennec lors de la mission de 1884. La cuve baptismale très curieuse correspond peut-être à la réutilisation d'une cuve gallo-romaine. À l'extérieur de la chapelle, on note plusieurs pierres antiques dont une stèle hexagonale profondément entaillée. Sous l'impulsion des « Mignoned Landouzan », la chapelle fermée au culte depuis 1952 et en ruine, reprenait vie en 1969.

La stèle située près du porche possède une entaille qui, selon la légende, aurait été creusée par la chaîne avec laquelle un saint par ailleurs inconnu, saint Ursin, dit aussi saint Thouzan (la chapelle est consacrée à ce saint et le nom de Landouzen en provient), aurait attaché le dragon qui terrorisait la région. Ensuite le saint aurait noyé le monstre dans le marais voisin.

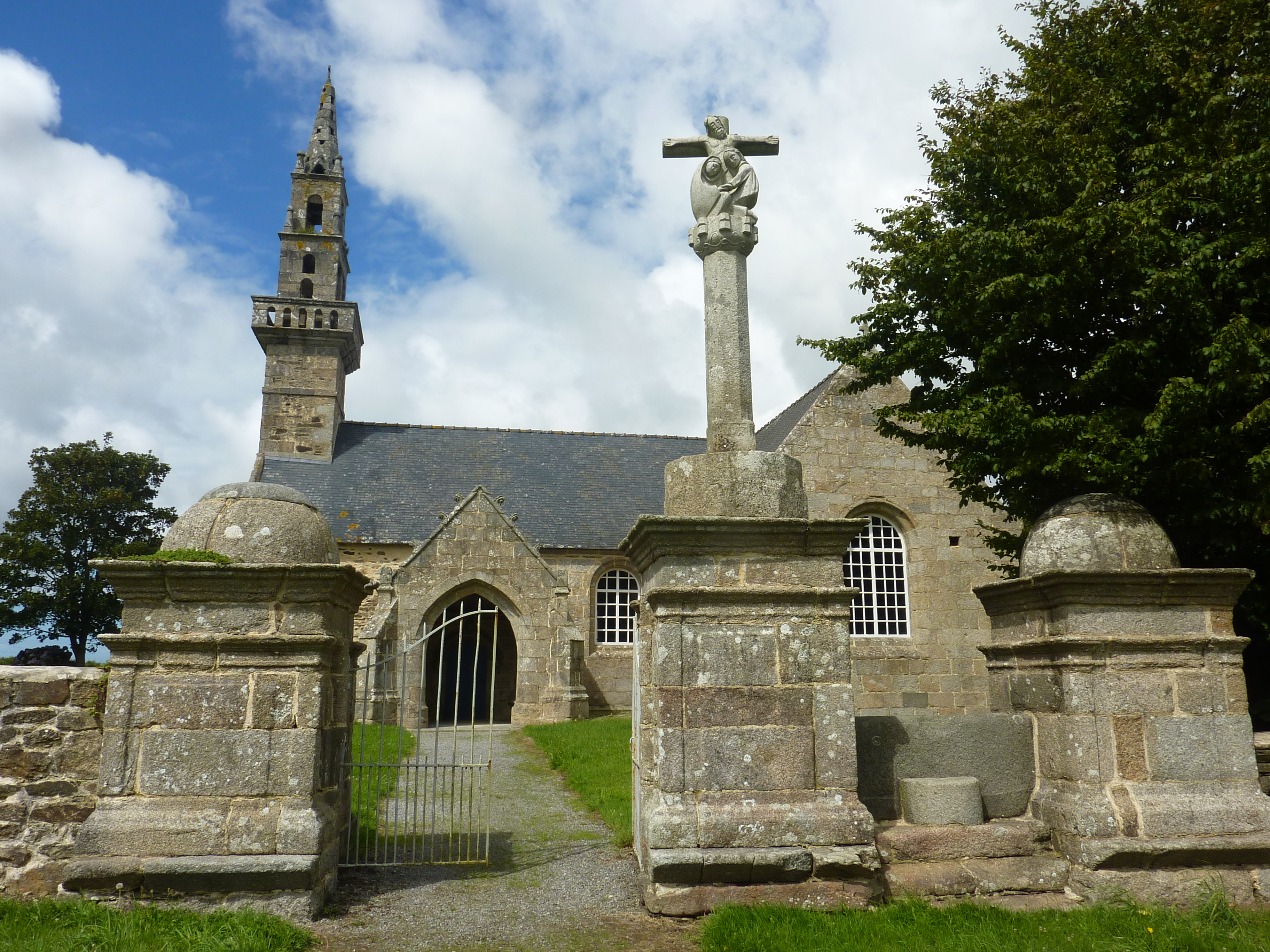
Chapelle de Landouzen : porte monumentale et calvaire.
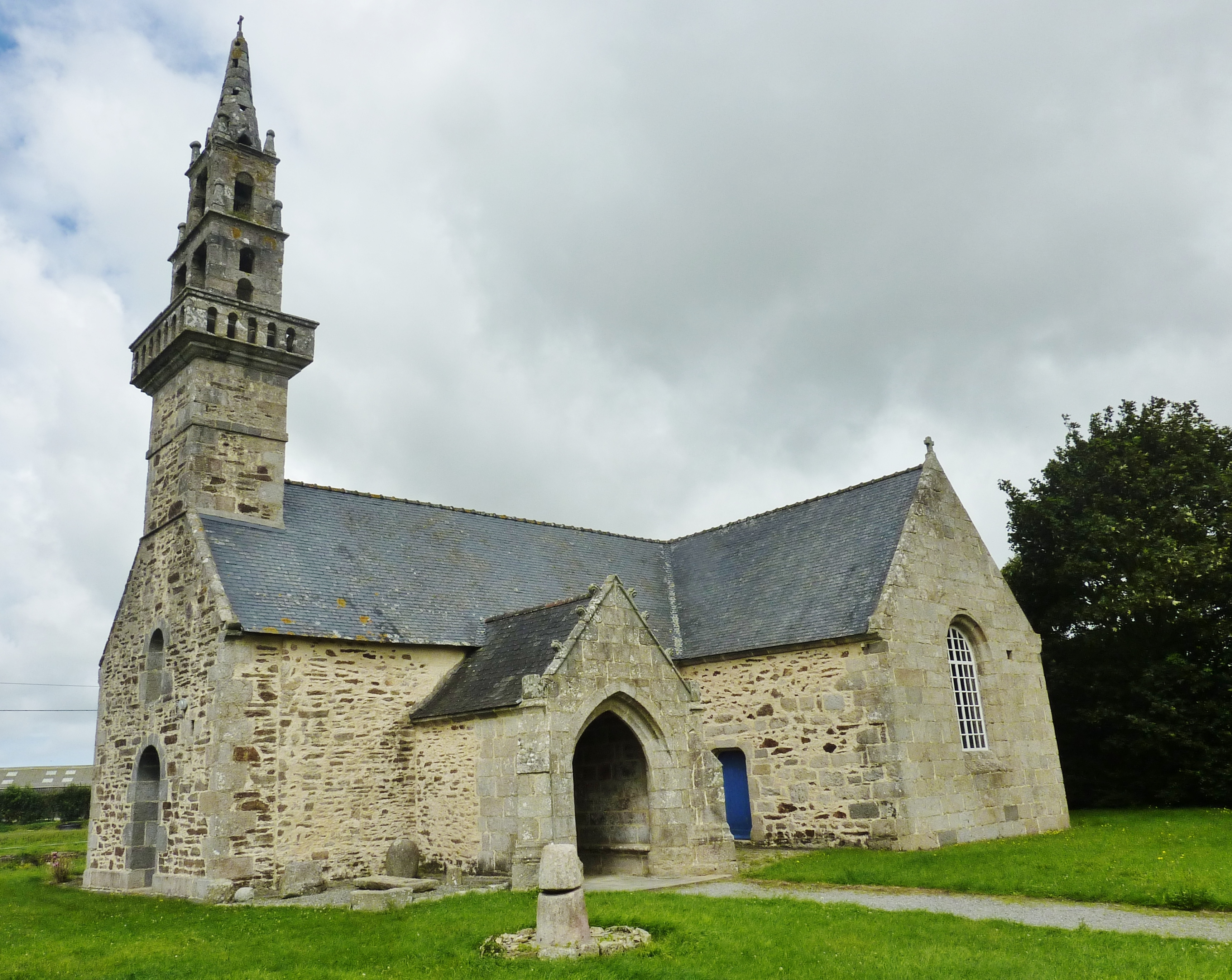
Chapelle de Landouzen : vue d'ensemble.
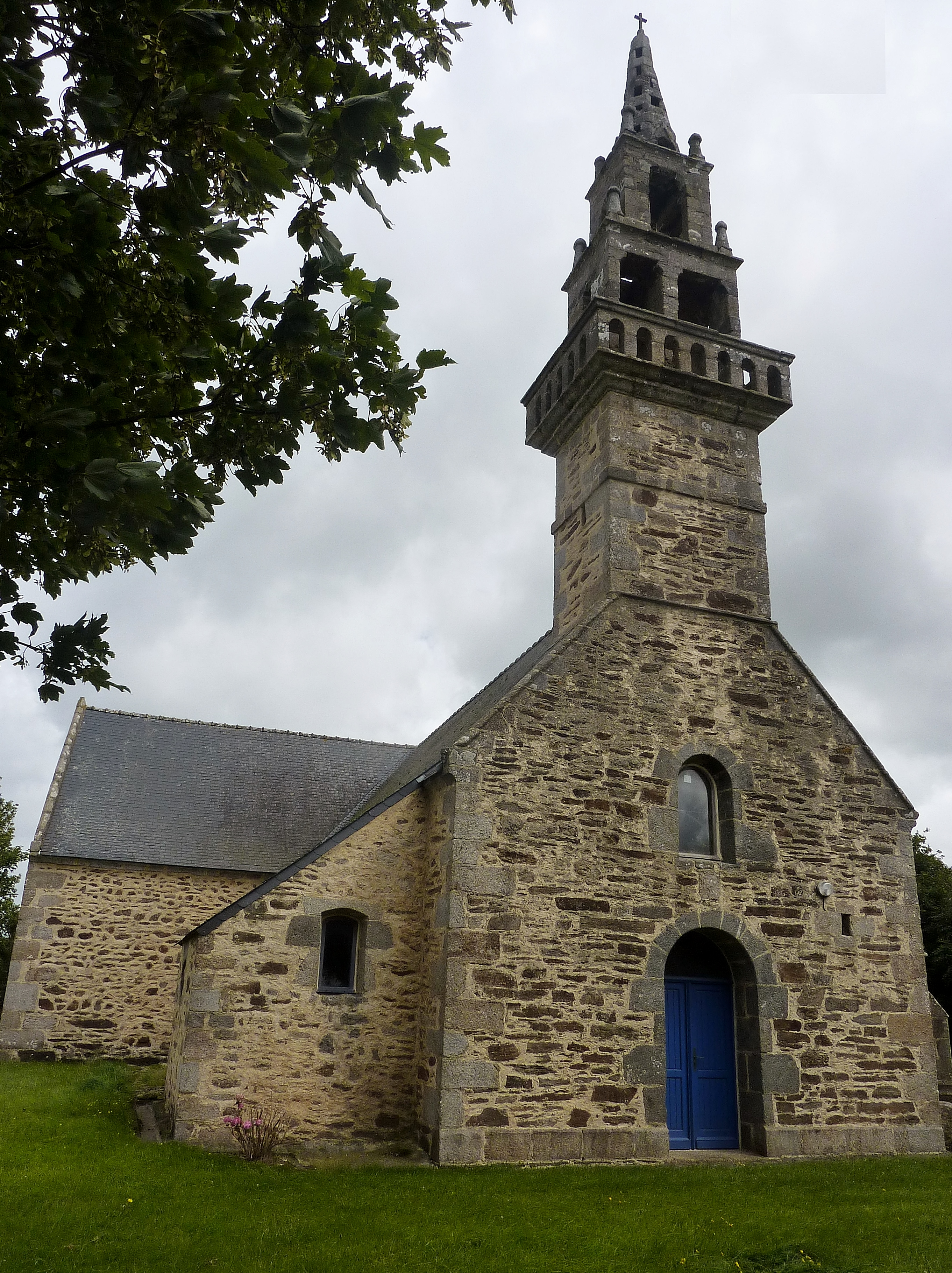
Chapelle de Landouzen : façade sud.
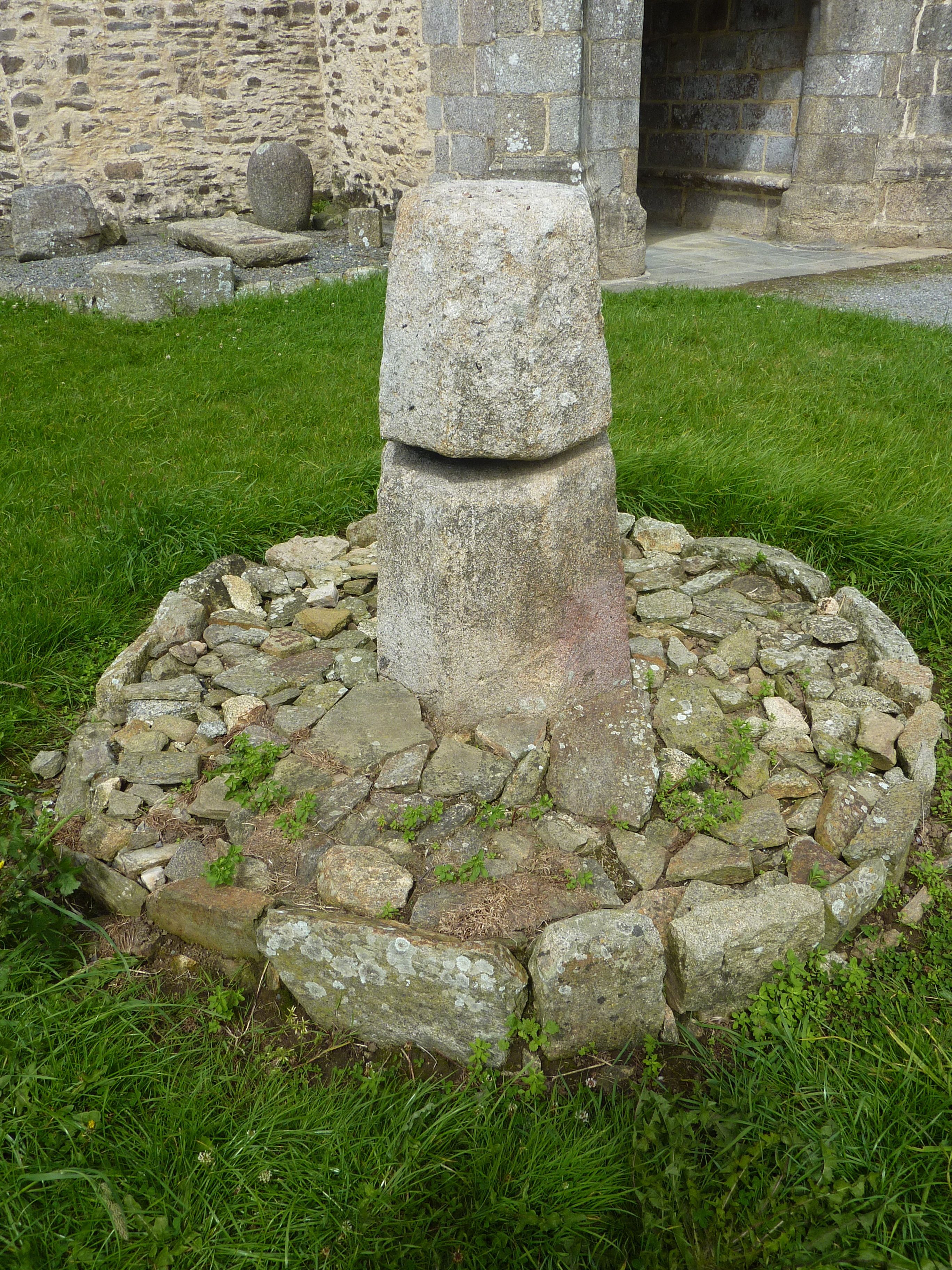
Chapelle de Landouzen : stèle de l'Âge du fer et son entaille.

- La paroisse de Bréventec possédait une très petite église (dédiée à Santez Ventroc, invoquée contre les maux de ventre) disparue depuis longtemps, sur l'emplacement de la place publique (cadastre de 1830). L'ancien missel de Bréventec, livre manuscrit réalisé par les moines de l'abbaye de « San Vazé de Fine de Terre » au XIe   ou   XIIe siècle se trouve à la bibliothèque Mazarine à Paris.
- La Chapelle de Loc-Mazé (Locmazé) est un ancien prieuré construit au XVIIe siècle sur un promontoire rocheux au bord de l'Aber-Benoît, sur la paroisse de Bréventec. Elle dépendait de l'abbaye de « San Vazé de Fine de Terre ». Cette chapelle servit d'église à la paroisse de Bréventec après la disparition de l'église de Bréventec et jusqu'en 1792, date du rattachement de Bréventec à la paroisse du Drennec. Son clocher imposant, frappé par la foudre en 1842, fut reconstruit  plus modestement. Tombée en ruine au début du XXe siècle, la chapelle a été restaurée à partir de 1979, par les jeunes de la MLC de Plabennec puis par l'association "Buhez Ha Plijadur e Lok Maze". Son pardon est célébré le dernier dimanche du mois d'août[37].

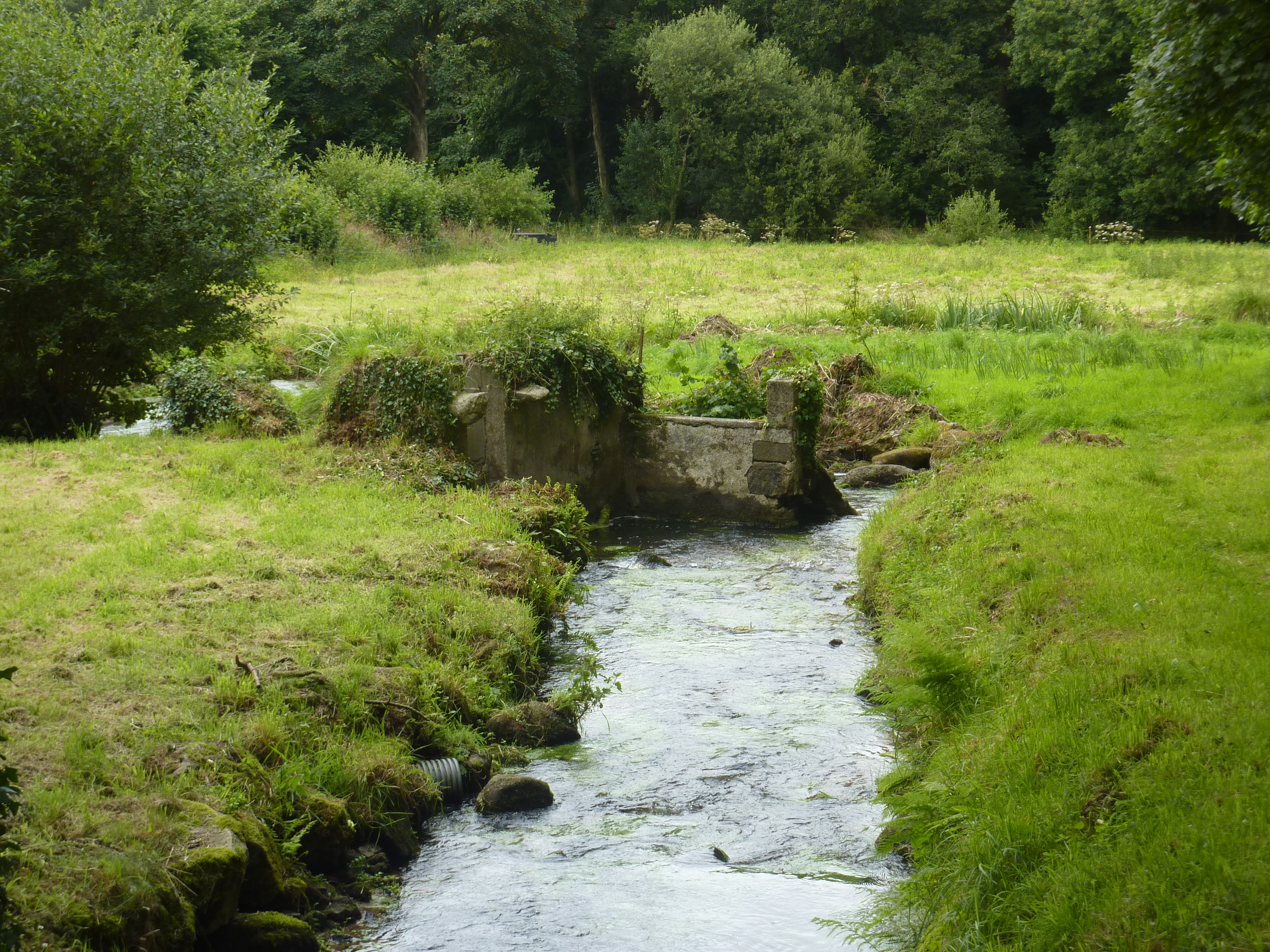
L'Aber-Benoît près de la chapelle de Loc-Mazé.
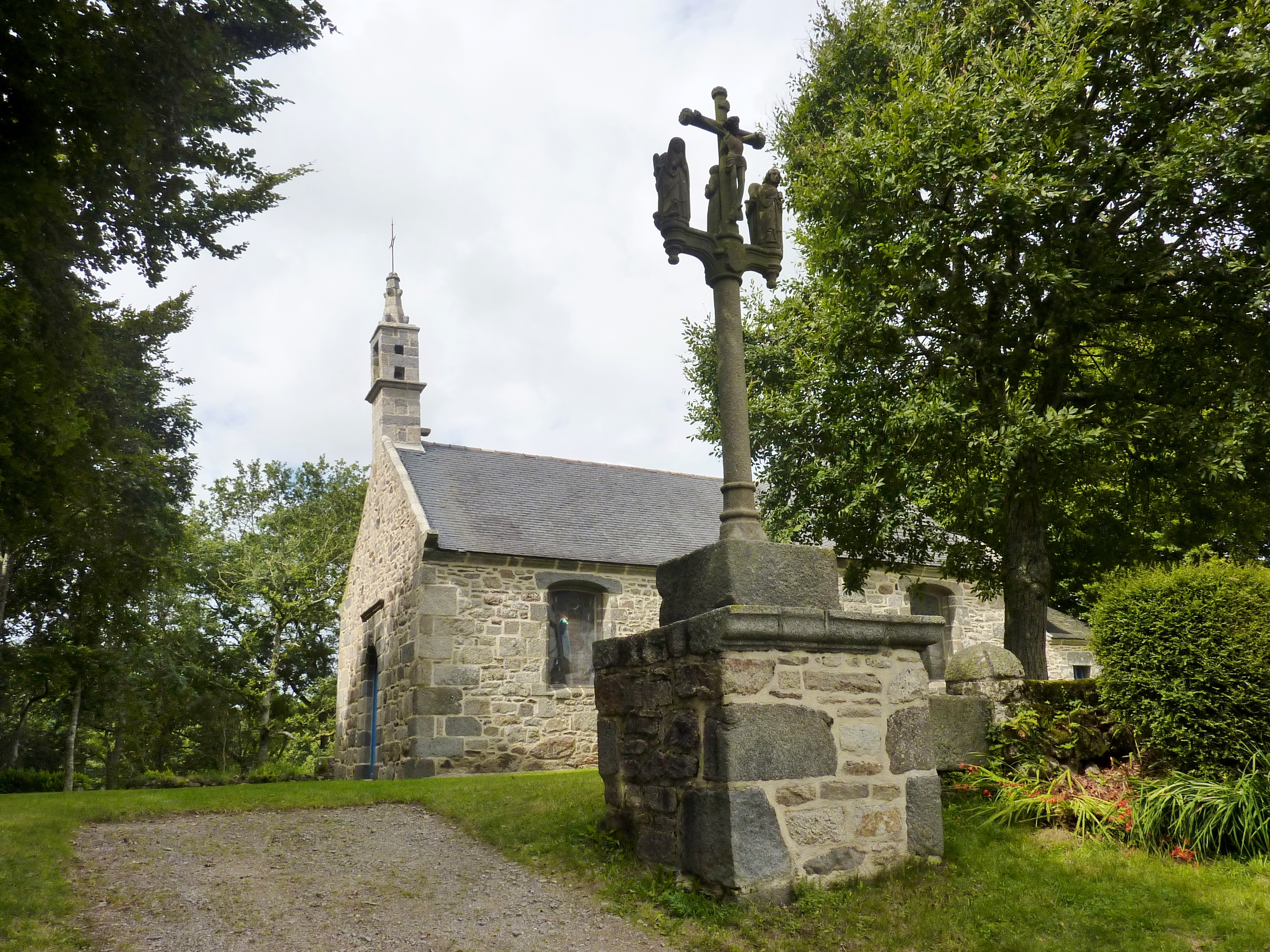
Le calvaire et la chapelle de Loc-Mazé.
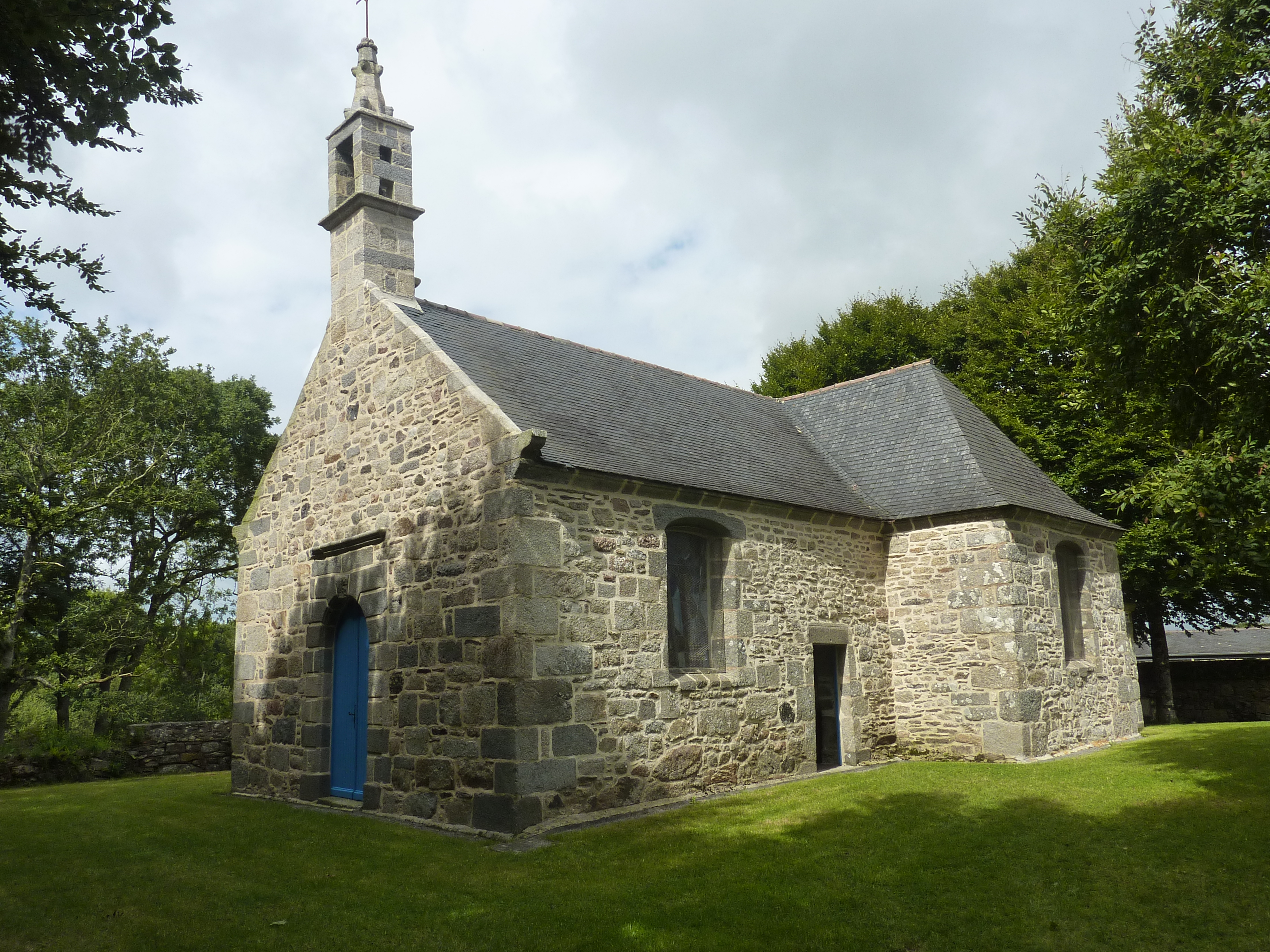
La chapelle de Loc-Mazé : vue extérieure d'ensemble.
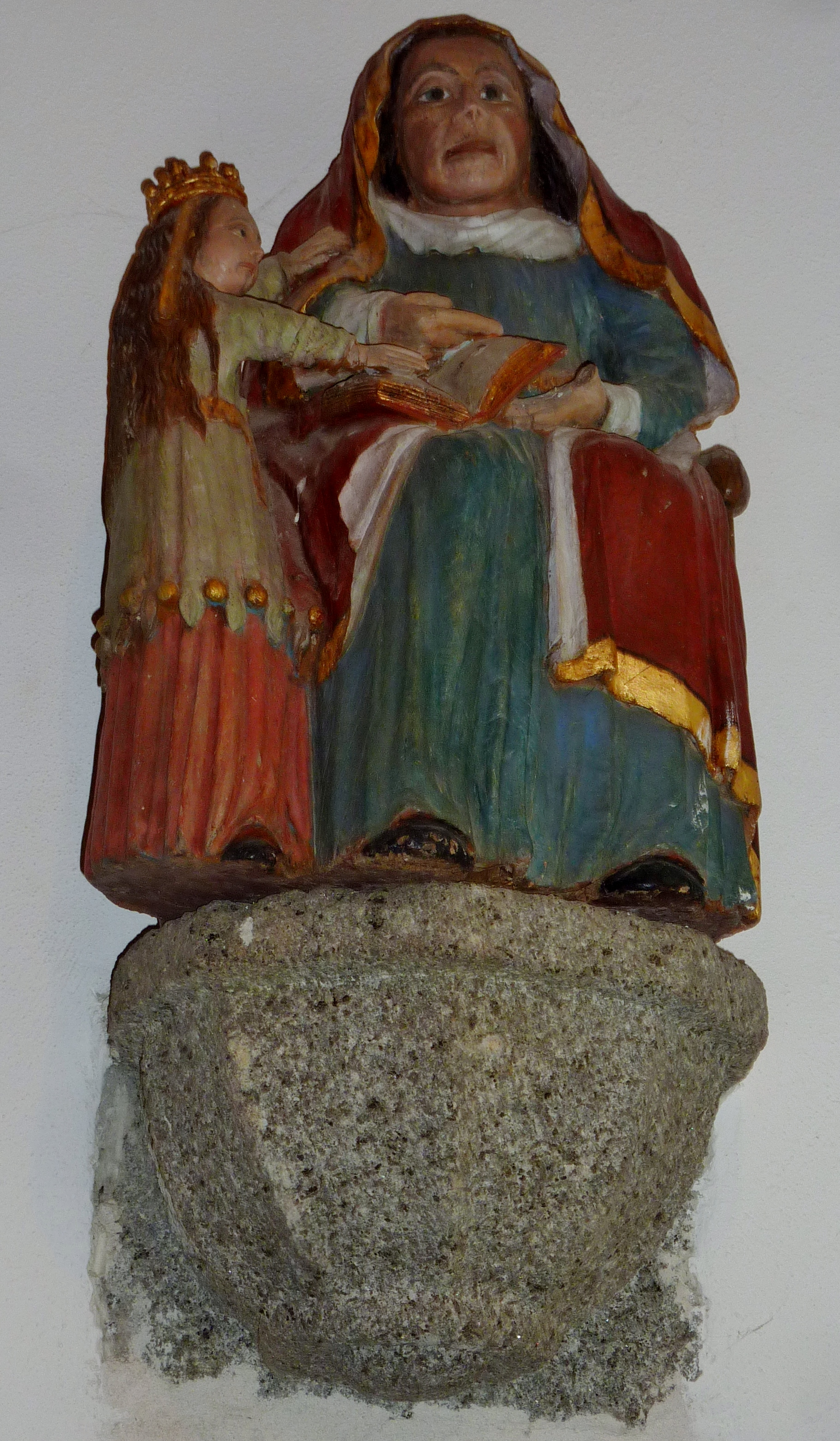
Chapelle de Loc-Mazé : statue de sainte Anne et de la Vierge Marie.
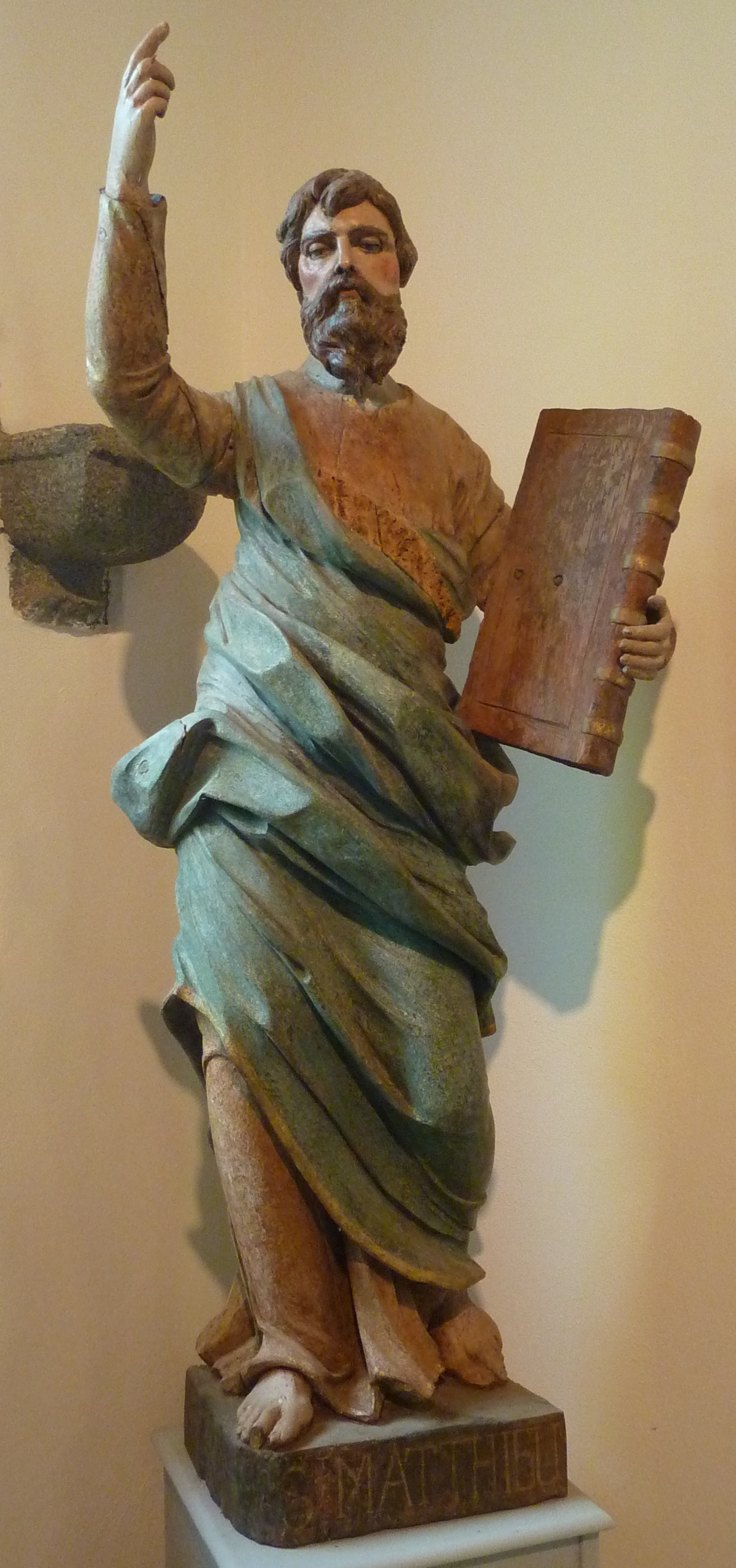
Chapelle de Loc-Mazé : statue de saint Mathieu.

- L'église Saint-Drien : cette église paroissiale est dédiée à saint Drien, plus connu sous le nom de saint Derien; l'église actuelle a été construite entre 1844 et 1849 et possède notamment des statues de saint Derrien et de Notre-Dame du Roncier, ainsi que les retables de l'ancienne église, en particulier l'autel du Rosaire, qui date du début du XVIIIe siècle[20]. Un calvaire, souvenir de la mission de 1884, se trouve à proximité[38].

## Événements
Gouel Lok Mazé. Une fête se déroule à la chapelle de Lok Mazé (paroisse de Bréventec) tous les étés, l'avant-dernier dimanche du mois d'août, organisé par « Buhez Ha Plijadur e Lok Maze ». Des jeux bretons dont un tournoi de rugby strobet y ont été pratiqués dans les années 80 (à partir de 1985 environ), 90, 2000, 2010.

## Personnalités du Drennec
L'écrivain défenseur de la culture bretonne Ronan Caouissin, alias Ronan Caerléon, a eu au Drennec, sur la route de Brest, un « atelier celtique » où il a pratiqué la céramique et la sculpture sur des thèmes bretons et celtiques jusqu'aux années 70 et sa mort en 1986. Son frère Herry Caouissin avec qui il avait créé en 1952 la société de production de cinéma Brittia Films a tourné au tout début des années 70 un court-métrage sur l'Ankou où apparaissent des habitants du Drennec, des enfants voisins de l'atelier et le film a été projeté au Drennec à l'époque,.
Sur le plan sportif, parmi les habitant-e-s du Drennec figure dans les années 2010 et 2020 la paracycliste Katell Alençon.

## Héraldique

Le blason de la commune du Drennec.

Le poisson représente les seigneurs du Drennec, qui habitaient le Coat ; la famille disparut après la Révolution, le château et le moulin furent acquis par les familles Jestin et Huguen.
La tête de lièvre avec les quintefeuilles représente la famille Le Ny de Coatéles. Après la Révolution, le château fut la propriété de la famille Bigot d'Engente.
L'arbre représente la famille de Coatéozen ou de Boisyvon, qui s'est fondue dans la famille de Kerouartz de Lannilis. En 1783, Jacques Louis de Kerouartz et son épouse Charlotte furent parrain et marraine de la grande cloche de Landouzen.
Les deux faces et le lambel sont des Barbier de Landouzen, branche cadette des Barbier de Kerjean et des Barbier de Lescoat.

## Terre d'Hortensias
L'un des 7 jardins de « Terre d'Hortensias » se situe sur la commune du Drennec à l'aire de jeux de Kerfeunteun. « Terre d'Hortensias » présente en 7 jardins une découverte thématique de 50 variétés d'hortensias.

## Démographie
L'évolution du nombre d'habitants est connue à travers les recensements de la population effectués dans la commune depuis 1793. Pour les communes de moins de 10 000 habitants, une enquête de recensement portant sur toute la population est réalisée tous les cinq ans, les populations de référence des années intermédiaires étant quant à elles estimées par interpolation ou extrapolation. Pour la commune, le premier recensement exhaustif entrant dans le cadre du nouveau dispositif a été réalisé en 2008.
En 2022, la commune comptait 1 911 habitants, en évolution de +5,12 % par rapport à 2016 (Finistère : +2,16 %, France hors Mayotte : +2,11 %).
| 1793 | 1800 | 1806 | 1821 | 1831 | 1836 | 1841 | 1846 | 1851 |
| ---- | ---- | ---- | ---- | ---- | ---- | ---- | ---- | ---- |
| 893  | 763  | 647  | 503  | 575  | 614  | 593  | 591  | 633  |

| 1856 | 1861 | 1866 | 1872 | 1876 | 1881 | 1886 | 1891 | 1896 |
| ---- | ---- | ---- | ---- | ---- | ---- | ---- | ---- | ---- |
| 686  | 678  | 652  | 635  | 666  | 638  | 639  | 674  | 690  |

| 1901 | 1906 | 1911 | 1921 | 1926 | 1931 | 1936 | 1946 | 1954 |
| ---- | ---- | ---- | ---- | ---- | ---- | ---- | ---- | ---- |
| 691  | 692  | 701  | 652  | 667  | 623  | 606  | 679  | 769  |

| 1962 | 1968 | 1975  | 1982  | 1990  | 1999  | 2006  | 2008  | 2013  |
| ---- | ---- | ----- | ----- | ----- | ----- | ----- | ----- | ----- |
| 880  | 974  | 1 206 | 1 529 | 1 599 | 1 527 | 1 707 | 1 759 | 1 772 |

| 2018  | 2022  | - | - | - | - | - | - | - |
| ----- | ----- | - | - | - | - | - | - | - |
| 1 855 | 1 911 | - | - | - | - | - | - | - |

## Légende
Le château de Coat-Elez (« Bois des Anges ») se rattache à une légende : « On dit que, fuyant un époux irrité qui la croyait adultère, une femme, nouvelle Geneviève, chercha un asile dans ce bois. Un seigneur des environs l'y rencontra, et voulait assouvir sur elle sa passion, quand deux anges la protégèrent, et ordonnèrent à Even de reconduite cette femme à son mari, le comte Siffroi, et de les réconcilier, car elle était innocente ».